# ناثان باريت
ناثان باريت (بالإنجليزية: Nathan Barrett)‏ هو سياسي أسترالي، ولد في 4 فبراير 1976 في داروين في أستراليا. حزبياً، نشط في حزب الدولة الليبرالي ‏. وقد انتخب عضو الجمعية التشريعية للإقليم الشمالي ‏.